# Family Circle Cup 2013
Family Circle Cup 2013 — профессиональный женский теннисный турнир, проводимый в американском городе Чарлстон, штат Южная Каролина, на открытых кортах с грунтовым покрытием.
Соревнования прошли в 41-й раз. Турнир относился к премьер категории, проводящихся в рамках WTA Тура. Соревнования прошли с 1 по 7 апреля.
Прошлогодними чемпионами являются:
- одиночки —  Серена Уильямс
- пары —  Анастасия Павлюченкова /  Луция Шафаржова

## Соревнования

### Одиночный турнир
Серена Уильямс обыграла  Елену Янкович со счётом 3-6, 6-0, 6-2.
- Уильямс выиграла 3й титул в сезоне и 49й за карьеру в туре ассоциации.
- Янкович уступает 1й финал в сезоне и 17й за карьеру в туре ассоциации.

### Парный турнир
Кристина Младенович /  Луция Шафаржова обыграли  Андреа Главачкову /  Лизель Хубер со счётом 6-3, 7-6(6).
- Младенович выиграла 2й титул в сезоне и 5й за карьеру в туре ассоциации.
- Шафаржова выиграла 1й титул в сезоне и 2й за карьеру в туре ассоциации.